# Sheboygan Falls (thị trấn), Wisconsin
Sheboygan Falls là một thị trấn thuộc quận Sheboygan, tiểu bang Wisconsin, Hoa Kỳ. Năm 2010, dân số của thị trấn này là 1.639 người.